# Asperge
Pour les articles homonymes, voir Asperge (homonymie).
Asparagus officinalis
Espèce
L'Asperge est une plante monocotylédone de la famille des Asparagacées, originaire de l'est du bassin méditerranéen.
Connue des Romains, elle est cultivée comme plante potagère en France depuis le XVe siècle. Le terme d'asperge désigne aussi ses pousses comestibles, qui proviennent de rhizomes d'où partent chaque année les bourgeons souterrains ou turions, qui donnent naissance à des tiges s'élevant entre 1 et 1,5 mètre.

## Taxonomie
Les asperges ont longtemps été classées dans la famille des Liliacées (ordre des Liliales), tout comme les oignons et l'ail, des espèces apparentées du genre Allium. Les études génétiques placent désormais les lys, Allium et les asperges dans trois familles distinctes, les Liliacées, les Amaryllidacées et les Asparagacées, ces deux dernières étant regroupées dans l'ordre des Asparagales.

## Description

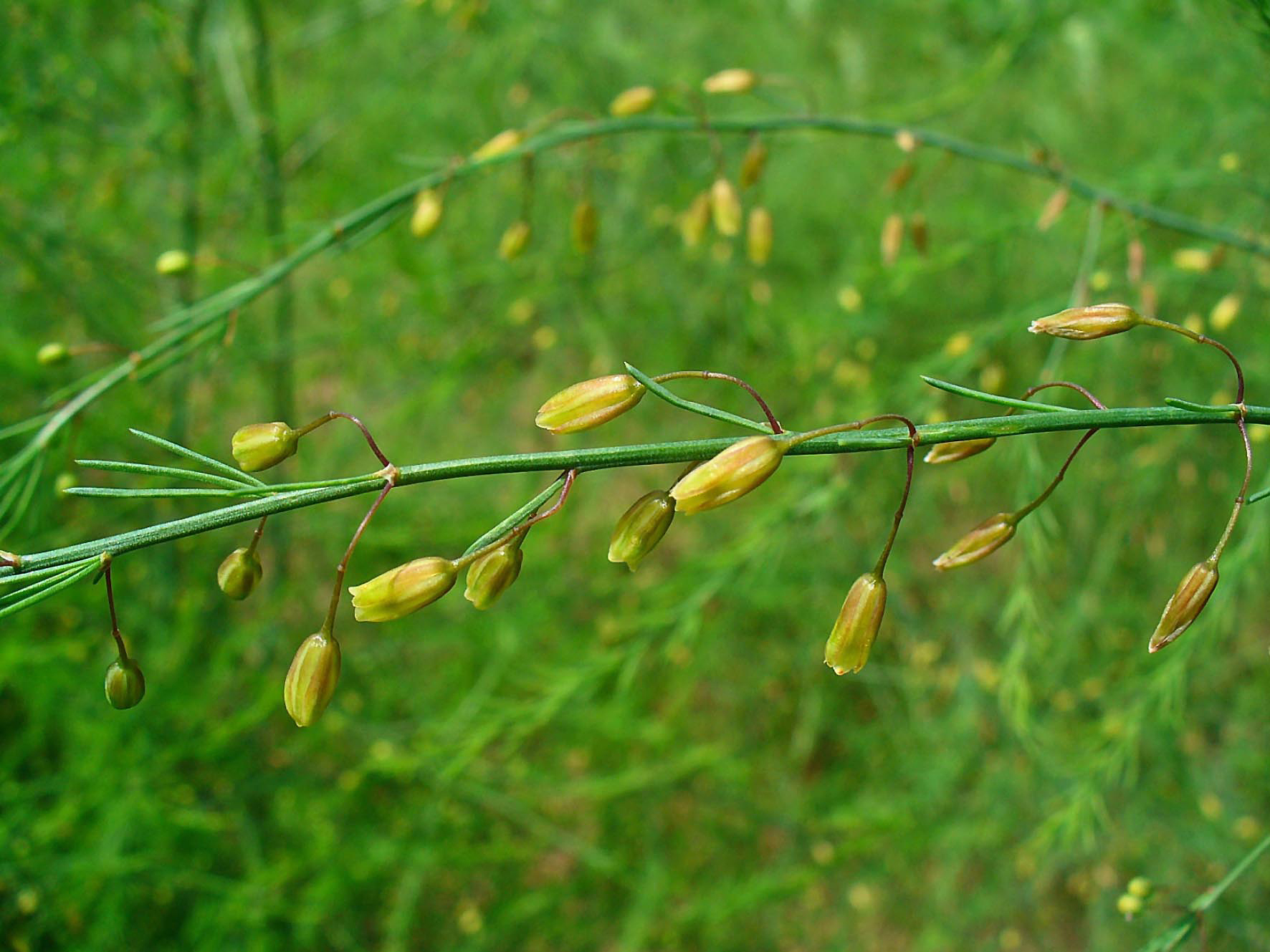
Fleurs dAsparagus officinalis.

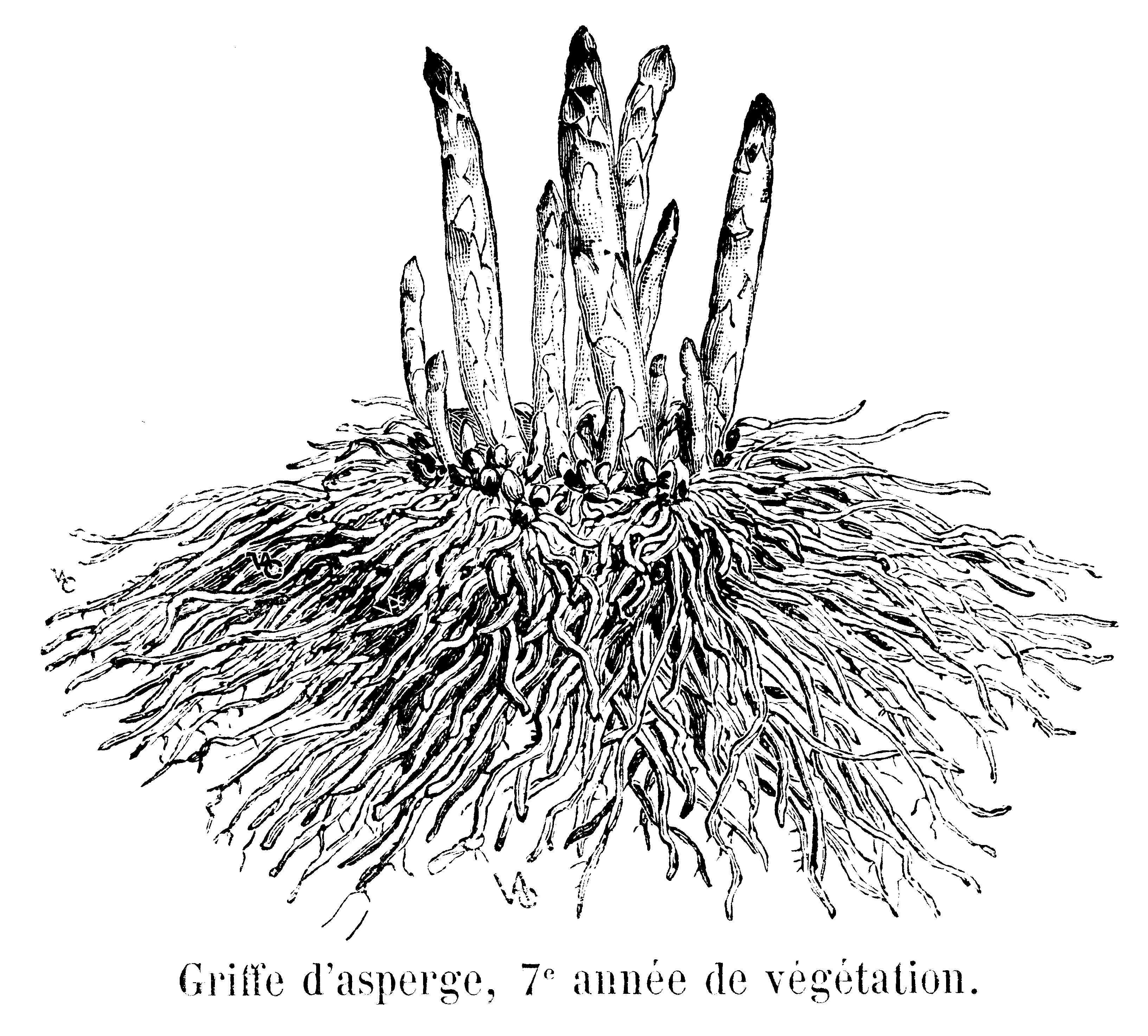
Griffe d'asperge de 7 ans avec turions. Les plantes potagères, Vilmorin-Andrieux, 1904.

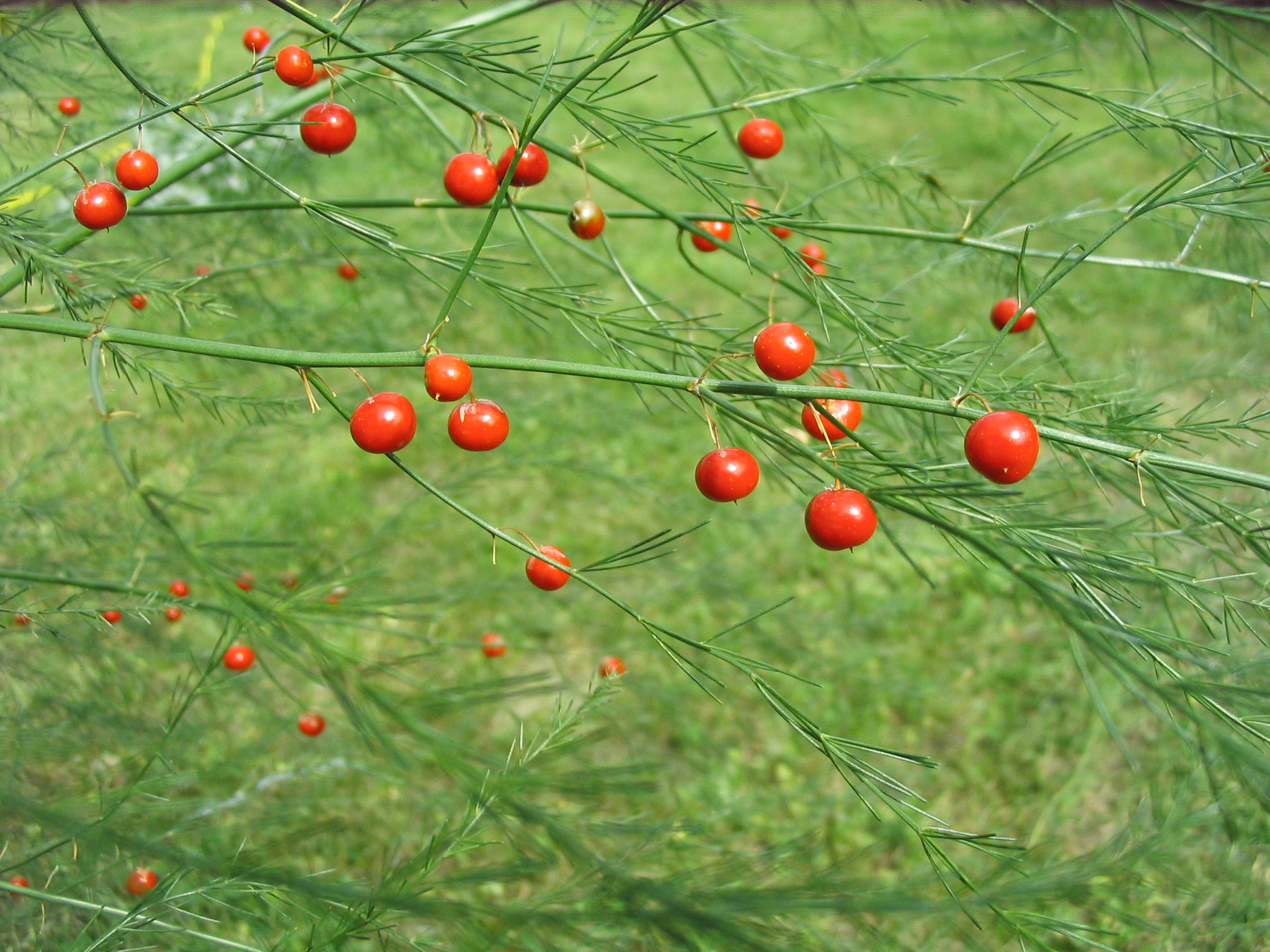
Baies dAsparagus officinalis.

L'asperge est une plante vivace grâce à sa griffe ; son développement est particulier. La griffe se forme à partir d'une graine, elle est composée d'un rhizome qui porte des yeux (bourgeons) à la partie supérieure et des racines charnues rayonnant en étoile à la partie inférieure. D'année en année, c'est la griffe qui assure d'une part la survie de la plante et d'autre part la future récolte. Chaque année, dès la fin de la récolte, une nouvelle griffe se forme pendant la période estivale ; elle croît grâce à ses propres nouvelles racines. Les tiges vertes, ramifiées et pourvues de cladodes fabriquent, grâce à la photosynthèse des éléments carbonés qui s'accumulent à l'automne dans les grosses racines. Ce sont ces réserves qui serviront au printemps suivant à la croissance des turions qui poussent dans une butte de terre alors qu'aucune partie verte aérienne n'existe. Les turions (partie consommée des asperges) forment des tiges droites pouvant atteindre 1,5 mètre de hauteur avec un feuillage fin et ramifié. Les Asparagus, y compris l'asperge comestible, n'ont pas de feuilles fonctionnelles. Ce sont les cladodes qui poussent en bouquets sur les tiges qui jouent le rôle de feuilles. Les vraies feuilles sont réduites à de minuscules écailles translucides.
C'est une espèce allogame et dioïque. Les pieds mâles produisent d'abord des pousses comestibles qui, par la suite, donnent des fleurs pourvues d'étamines qui émettent du pollen, tandis que les pousses qui se développent sur les pieds femelles forment des fleurs qui, une fois fécondées par le pollen, produisent de petites baies rouges, des fruits, contenant plusieurs graines noires. Le coût métabolique pour produire ces graines épuise les pieds femelles, aussi emploie-t-on plutôt les plants mâles dans les aspergeraies.
La floraison a lieu de mai à juillet.

### Origine et distribution
Cette espèce est originaire de régions tempérées de l'Eurasie : Europe de l'Est et Asie mineure d'où elle s'est ensuite répandue. Elle pousse dans les terrains sablonneux à l'état sauvage. Les Géoponiques grecques indiquent que les asperges sont le fruit de cornes de bélier mises en terre. Cette croyance perdure jusqu'au milieu du XVIIe siècle.
À l'état sauvage il en existe douze espèces en Europe, dont cinq en France selon Tela Botanica : Asparagus officinalis, Asparagus acutifolius très commune dans le midi, Asparagus macrorrhizus, Asparagus albus et Asparagus tenuifolius. Toutes sont comestibles mais l'asperge maritime est très amère.

### Historique

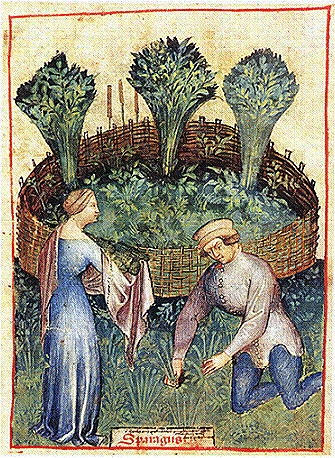
La culture des asperges dans le Tacuinum sanitatis, XV.

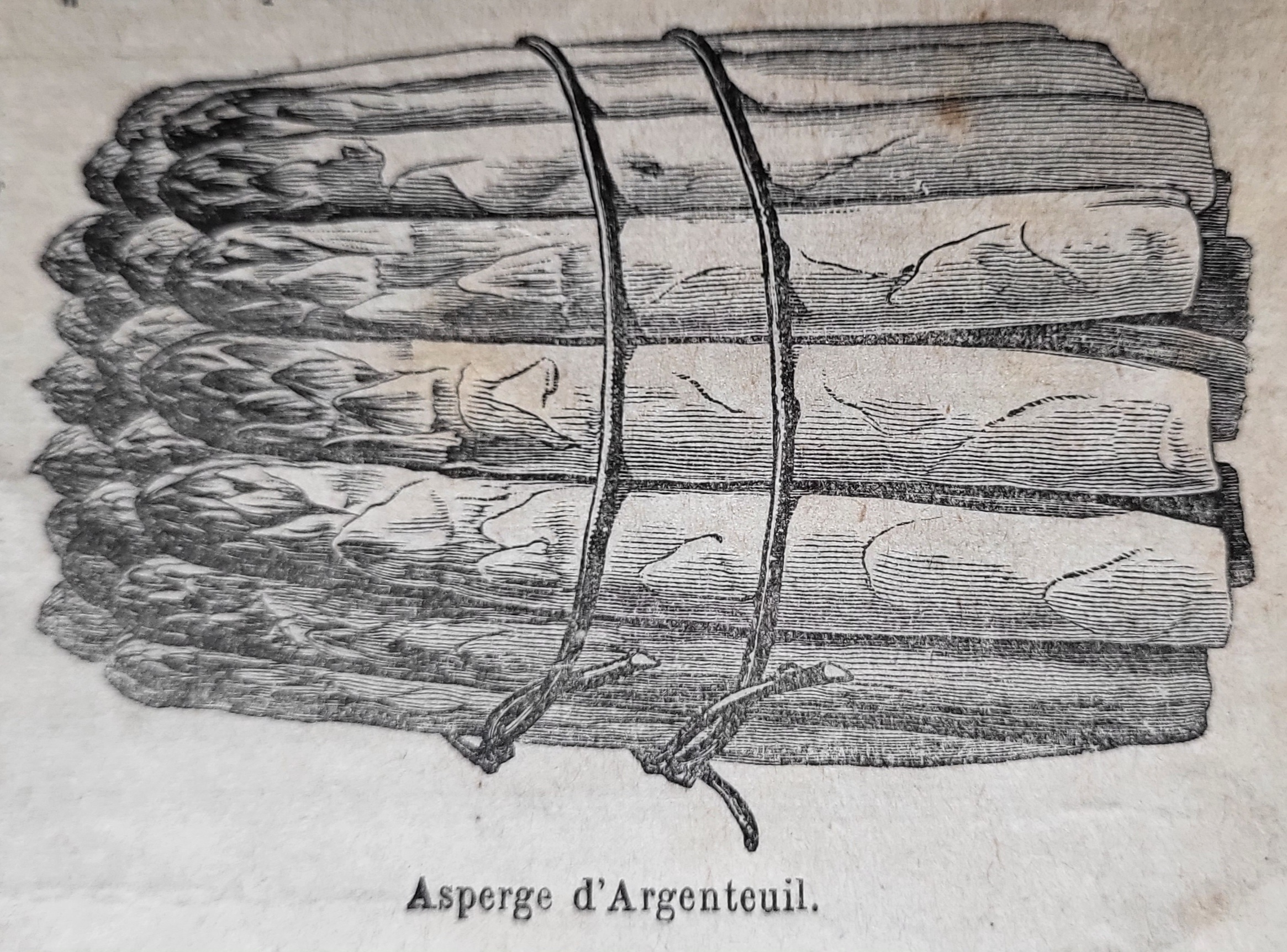
Illustration de l'asperge Argenteuil (Catalogue Vilmorin 1900).

Les asperges sont depuis longtemps utilisées comme légumes et plantes médicinales, en raison de leur saveur délicate et leurs propriétés diurétiques. Une fresque égyptienne datant de 3000 ans avant J.-C. la montre en offrande aux dieux. Elle est également appréciée pour son goût délicat par les Grecs et les Romains qui la cultivent dans des fosses et la mangent fraîche en saison de récolte et sèche en hiver.
Elle est révérée comme aphrodisiaque, en raison de sa forme, dans le conte persan Les Mille et Une Nuits. Elle est cultivée dès le XIe siècle à Byzance. L'Europe occidentale semble avoir ignoré l'asperge pendant tout le Moyen Âge.
La culture de l'asperge apparait en France au XVe siècle, sa réimportation s'étant probablement faite par la Flandre. La ville de Marchiennes était autrefois un centre important de cette culture, et l'asperge de Marchiennes, variété locale dérivant de la variété de Hollande, a très certainement été introduite par la Belgique. Le plus ancien texte connu mentionnant la culture de l'asperge en France est un inventaire du potager des chanoines de la collégiale Saint-Amé de Douai, écrit vers 1469 à la suite d'un procès,. Au temps d'Henri III, « les turions ont la grosseur d'une plume de cygne ».
Elle fait par la suite l'objet d'innovation ; La Quintinie parvient ainsi à en servir à Louis XIV en décembre grâce à une technique de forçage: les producteurs recouvrent les pousses par des coiffes pour les protéger des parasites et retenir la chaleur, découvrant ainsi l'asperge blanche, puis remplacent bientôt les coiffes par le buttage. On la considère comme la reine des légumes depuis au moins le XVIe siècle tant elle est appréciée à la cour de France où elle est appelée le « légume royal », le « printemps en tiges » ou l'« ivoire à manger ». Prisées par Madame de Pompadour pour cette réputation d’aphrodisiaque, ses extrémités sont appelées « pointes d’amour » à son époque,.
Au début du XVIIIe siècle, la Gewone Hollandse (« hollandaise commune »), une grosse variété venant des Pays-Bas et de Pologne est introduite en France. Cette « asperge violette de Hollande », dite aussi « de Pologne », supplante progressivement la petite asperge commune. En 1750, des cultivateurs d'Argenteuil mettent au point la variété d'Argenteuil. Au XIXe siècle, plusieurs villages autour de Paris se spécialisent dans la culture de variétés, Aubervilliers, Bezons, Épinay ou Sannois. Les turions sont alors de même taille qu'actuellement.
À partir de 1805, elle fait la réputation d'Argenteuil (Article détaillé : Louis Lhérault). Dans les années 1870, la culture de l'asperge se développe en Alsace et dans la vallée de la Loire,. Elle est alors considérée comme un légume de luxe, figurant par exemple au menu des passagers de première classe du Titanic.
Elle est aujourd'hui largement cultivée dans de nombreux pays sur tous les continents, bien que le premier exportateur mondial d'asperges en conserves soit la Chine. Le Chili et le Pérou demeurent des producteurs importants.
Les travaux de sélection sur l'asperge (2n = 20 chromosomes) menés à l'INRA à partir des années 1960 ont conduit à la commercialisation de variétés hybrides choisies selon leur productivité, leur précocité, leur tolérance aux maladies, leur mode cultural (asperge verte au goût plus prononcé et plus concentrée en vitamines, asperge blanche plus fine et plus tendre, asperge violette plus fruitée), leur présentation (qualité de la pointe) ou leur qualité gustative et nutritionnelle (amertume et fibrosité, richesse en rutine).

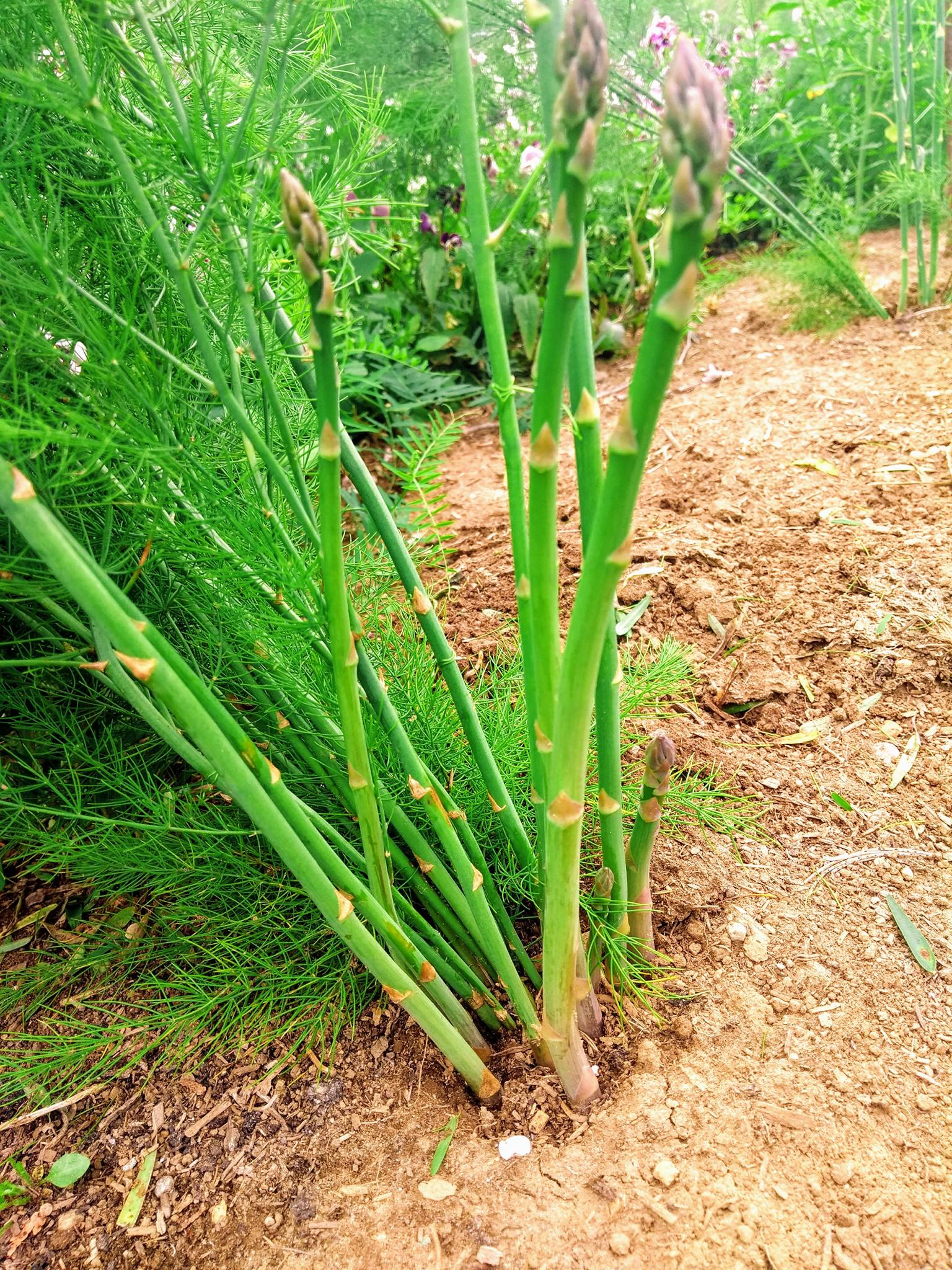
Jeune plant d'asperge d'une variété hybride (UC157), trop jeune pour la récolte qui débute à la 4e année du plant.

### Variétés cultivées
Quelques variétés inscrites en France :
- cultivars purs: Argenteuil hâtive, Prébelle, Jacq Ma Pourpre, Lorella, etc.
- hybrides F1 : Andréas, Atlas, Burgundine, Darbella, Dariana, Emma, Obélisk, Vetra, etc.

En France, plus de 70 variétés sont inscrites au Catalogue officiel des espèces et variétés végétales créées par près de 10 entreprises.
Plus de 85 variétés figurent dans le Catalogue européen.

## L'asperge en cuisine

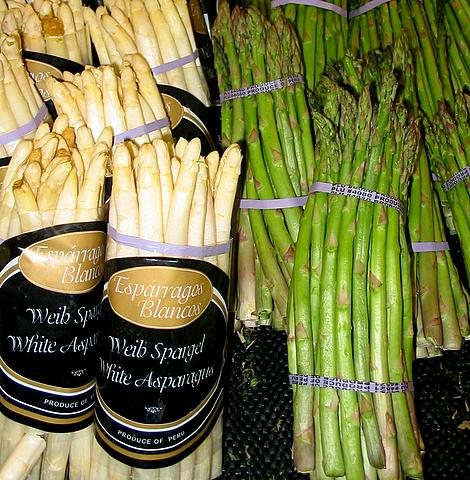
Bottes d'asperges blanches et vertes.

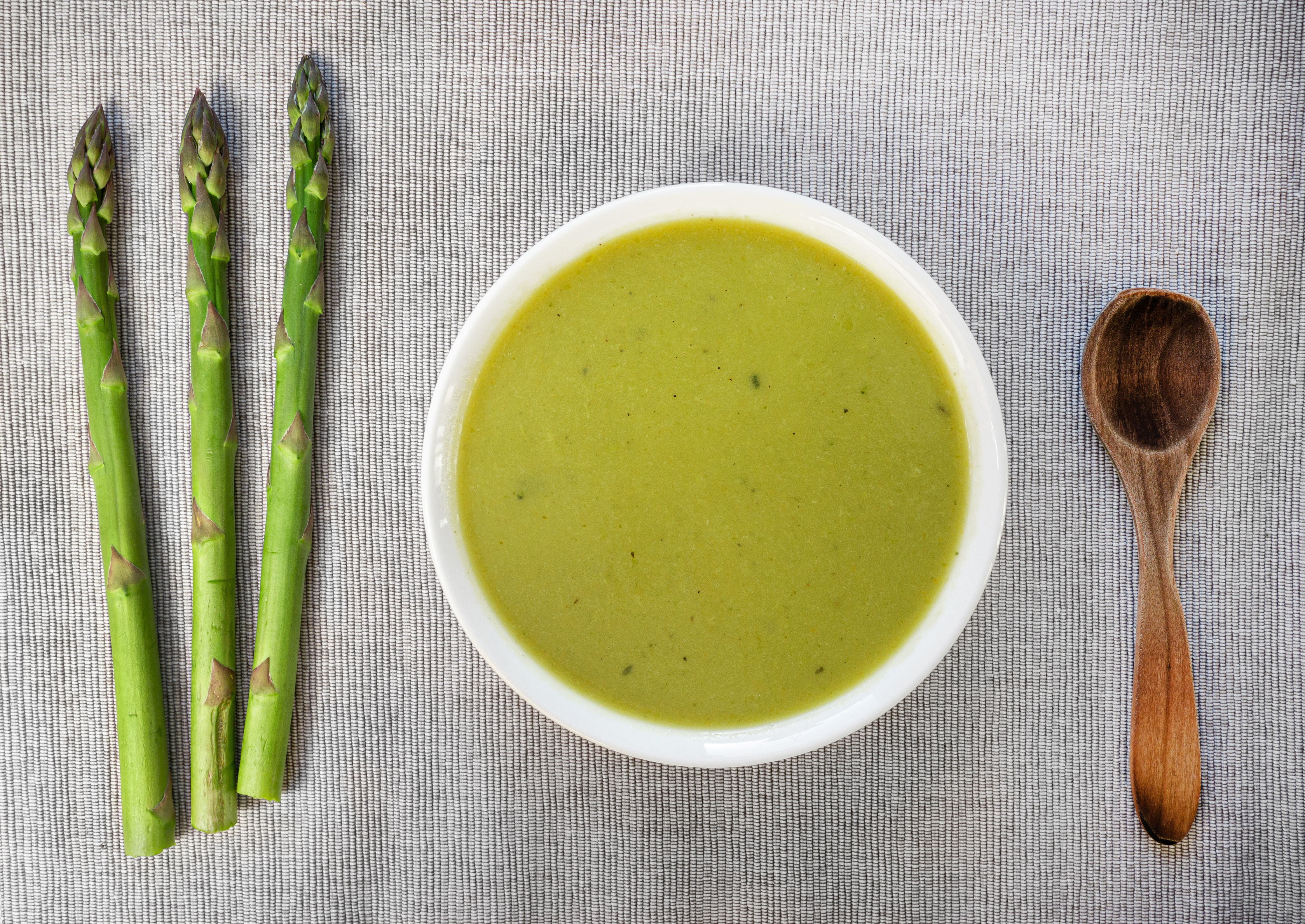
Une soupe d'asperges.

En cuisine, on utilise les pousses vertes, blanches ou rouges : la fraîcheur des tiges se juge selon plusieurs critères (asperges fermes et cassantes, de même épaisseur, avec des pointes resserrées) et ces qualités permettent d'obtenir une cuisson homogène.
Lors de l'achat, l'asperge doit exhaler une agréable senteur d'épi de blé mûr, le toucher doit être à la fois ferme et souple sous le doigt et résistant à la rupture (test du crissement entre les doigts), le talon ne doit pas être trop sec (lorsqu'il est pressé, le jus qui en ressort ne doit pas être amer), ce qui dénotera une cueillette récente.
- L'asperge blanche a poussé entièrement sous terre, en l'absence de lumière, ce qui lui donne un goût délicat et très fin.
- L'asperge violette est très fruitée. C'est une asperge blanche qu'on a laissé échapper de sa butte et dont la pointe devient mauve sous l'effet de la lumière. Elle prend une légère amertume.
- L'asperge verte a poussé à l'air libre et doit sa coloration au processus normal de synthèse chlorophyllienne qui se développe à la lumière du soleil. Elle offre une saveur marquée et un bourgeon presque sucré. C'est la seule asperge qu'il est inutile d'éplucher.
- Les asperges sauvages s'utilisent comme les vertes.

Au XVIIIe siècle, on raffole tant du petit pois qu'on va jusqu'à tailler les pointes d'asperge en forme de petit pois (« l'asperge en petits pois » est citée dans le dialogue du Souper de Jean-Claude Brisville).

### Recettes
(26 février 2025).
L'asperge, un légume printanier par excellence, se prête à une multitude de recettes savoureuses. Pour un velouté raffiné, utilisez les épluchures et les talons d'asperges; simplement les faire revenir avec un peu d'oignon, ajouter de l'eau ou un bouillon léger, puis mixer le tout pour obtenir une consistance onctueuse. N'hésitez pas à incorporer une pointe de crème pour plus de gourmandise. Si vous préférez quelque chose de plus consistant, pensez à une omelette aux asperges vertes, où ces dernières, légèrement croquantes, sont mélangées aux œufs battus et juste sautées à la poêle. Pour une entrée élégante, réalisez des asperges blanches pochées, servies avec une vinaigrette tiède ou une sauce hollandaise. Cette méthode de cuisson rapide permet de conserver toute la délicatesse de leur texture et la pureté de leur couleur. Enfin, pour un plat qui met en valeur la finesse des asperges sans masquer leur goût, un risotto aux pointes d'asperges et parmesan est un choix parfait, offrant une expérience culinaire à la fois crémeuse et croquante.
Voici trois autres recettes qui célèbrent la saison des asperges :
- asperges à la flamande[17], un classique belge, simple mais délicieux. Cuisez des asperges blanches à la vapeur jusqu'à ce qu'elles soient tendres. Servez-les ensuite avec des œufs durs émiettés, du persil haché, et une généreuse portion de beurre fondu. C'est un plat réconfortant qui met en avant la douceur naturelle des asperges ;
- quiche printanière aux asperges, fèves et pecorino[18], une quiche riche et colorée, parfaite pour un brunch ou un dîner léger. Préparez une pâte brisée, puis garnissez-la d'asperges vertes et de fèves fraîches blanchies. Ajoutez des morceaux de pecorino pour une touche de caractère, puis versez un mélange d'œufs et de crème pour lier le tout. Cuisez jusqu'à ce que la quiche soit dorée et ferme au toucher ;
- salade gourmande de petit épeautre aux asperges[19], une salade rustique et nutritive, idéale pour un repas léger. Faites cuire du petit épeautre jusqu'à ce qu'il soit tendre, puis mélangez-le avec des asperges vertes grillées, des tomates cerises, et des herbes fraîches. Assaisonnez avec une vinaigrette au citron et à l'huile d'olive pour une touche de fraîcheur.

### La cuisson des asperges

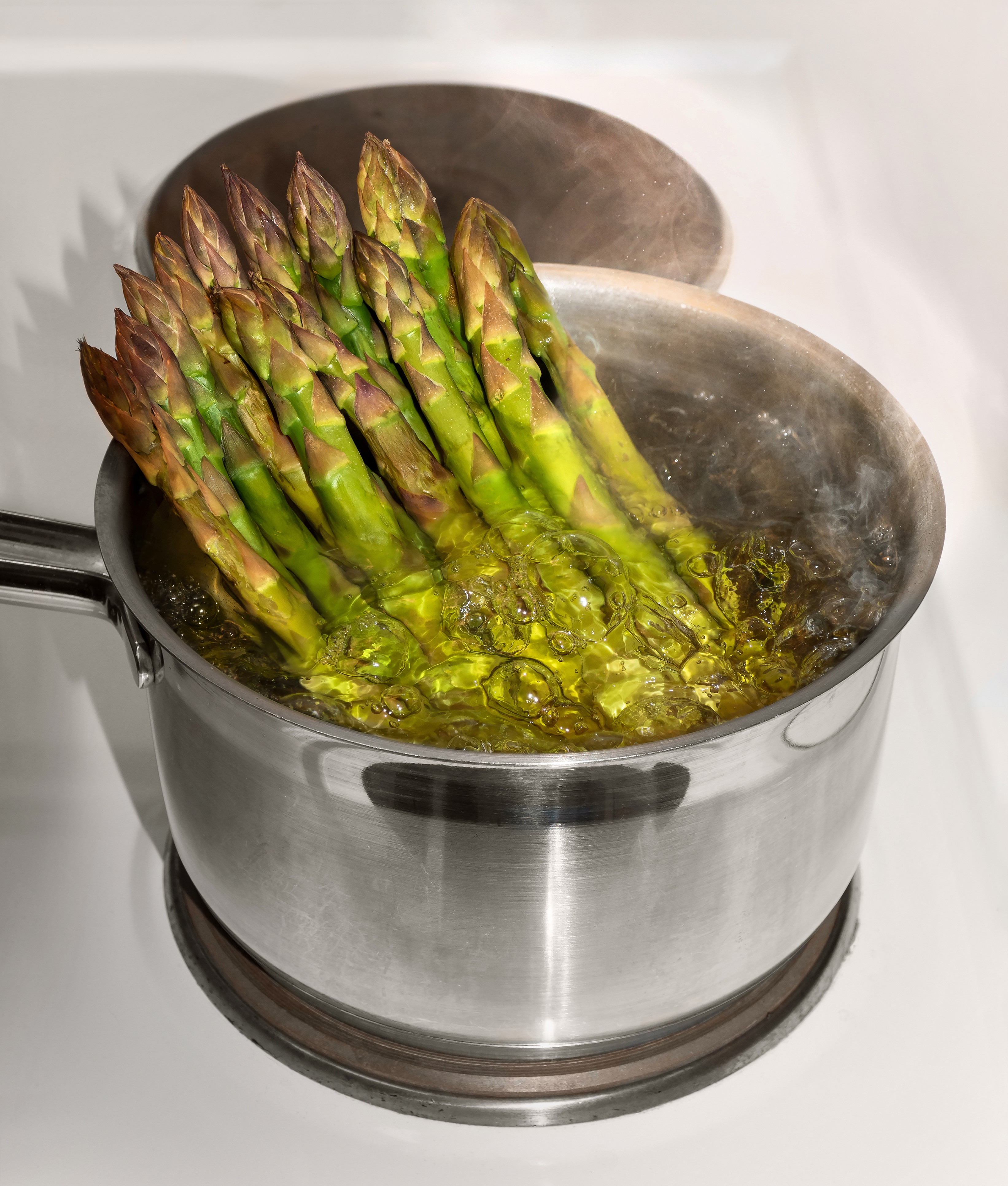
Asperges cuites dans une eau en ébullition. En laissant leur bout à l'air, ils seront saisis par une cuisson à la vapeur, préservant leur goût.

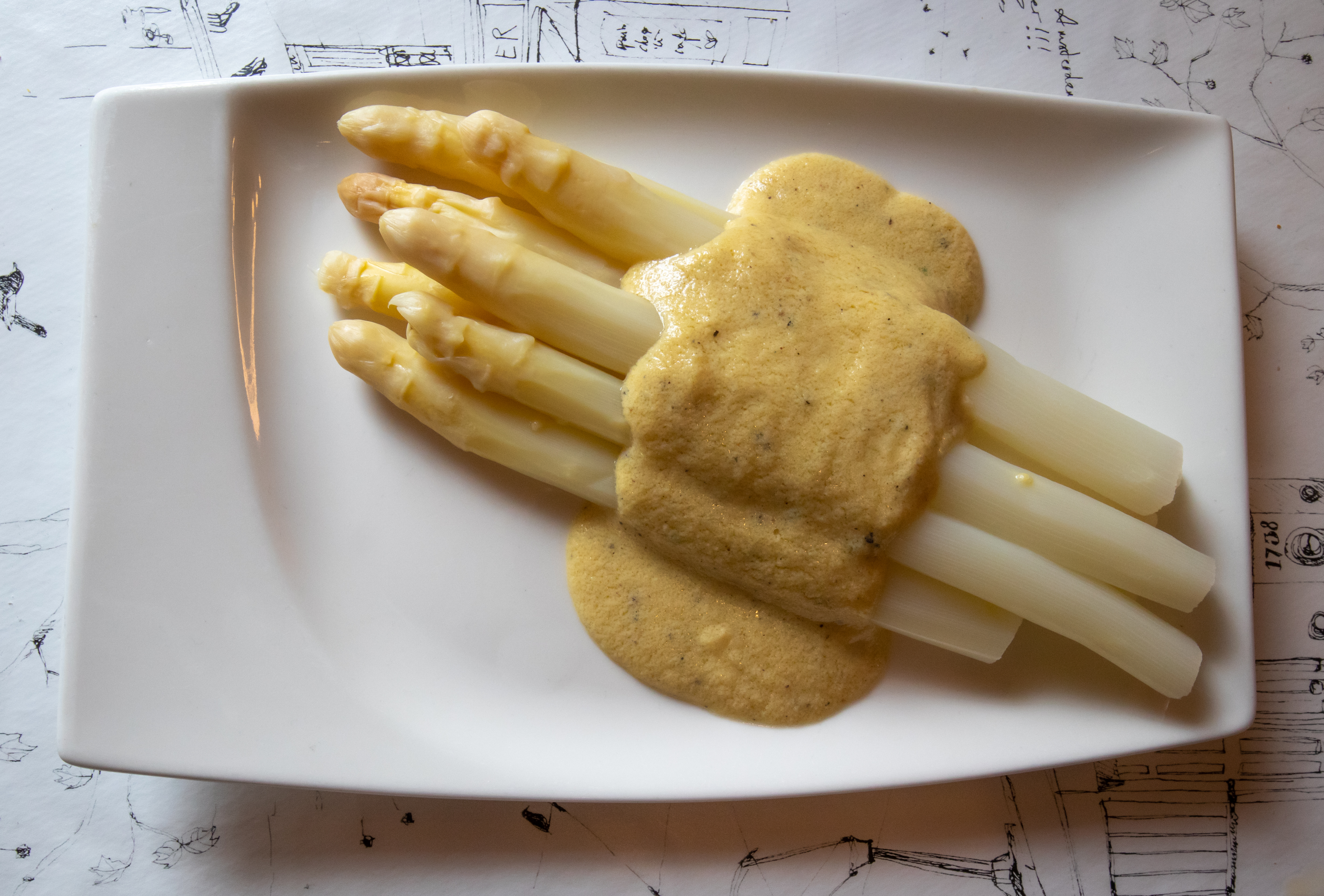
Asperges à la sauce hollandaise.

Dans tous les cas, il faut enlever les extrémités ligneuses (le talon) soit en les coupant, ou, mieux, en les cassant pour les rafraîchir, puis éplucher la partie blanche du haut vers le bas, jusqu'à quatre centimètres sous le bourgeon des asperges les plus vieilles et les plus grosses. L'asperge verte ayant une peau plus fine, l'épluchage du tiers inférieur est suffisant. Les épluchures et le talon peuvent être utilisés pour composer une soupe.
Pour conserver leur couleur et leur texture, il faut les faire cuire aussi peu de temps que possible.

## La production d'asperges
L'asperge se cultive en plein champ ou sous châssis dans une aspergeraie. L'aspergiculture utilise deux techniques :
- Par semis de mars à juin dans une terre riche et meuble en les éclaircissant d'environ dix centimètres, puis en repiquant les griffes obtenues.
- Par repiquage de griffes, sur un sol bien drainé, sans humidité.

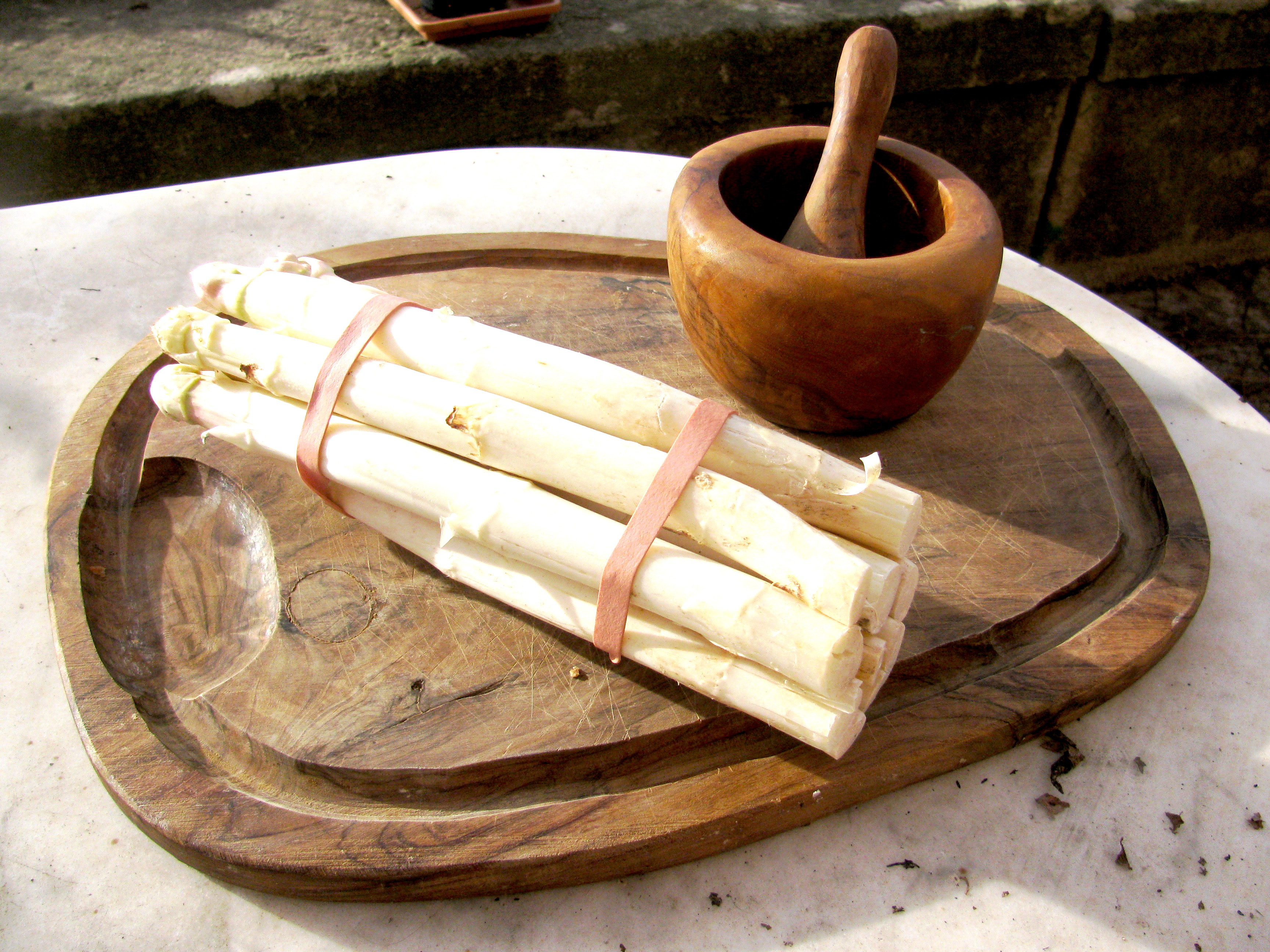
Asperges blanches vendues sur un marché de Provence.
- Ramassage des asperges en Allemagne.
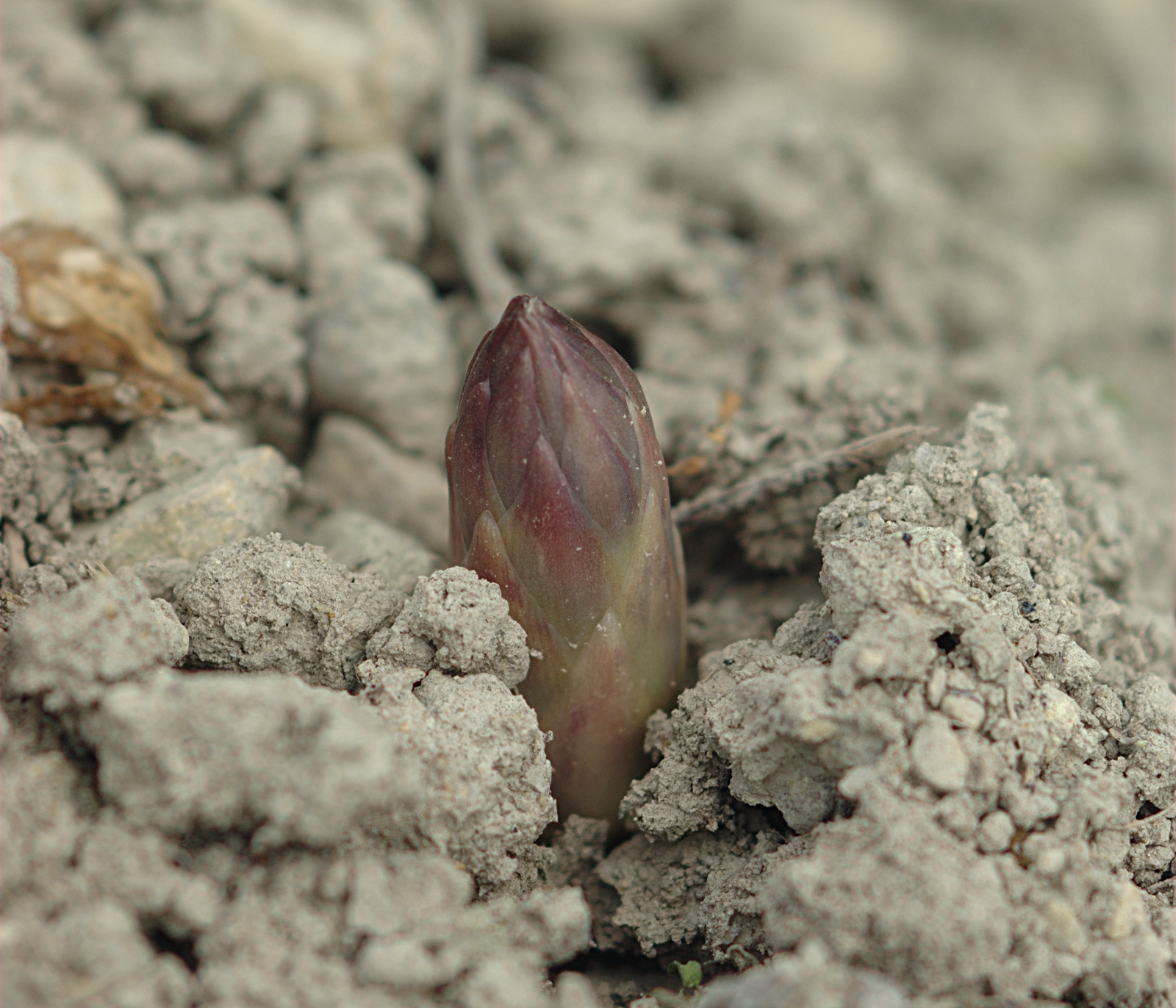
Pointe d'asperge sortant de terre.
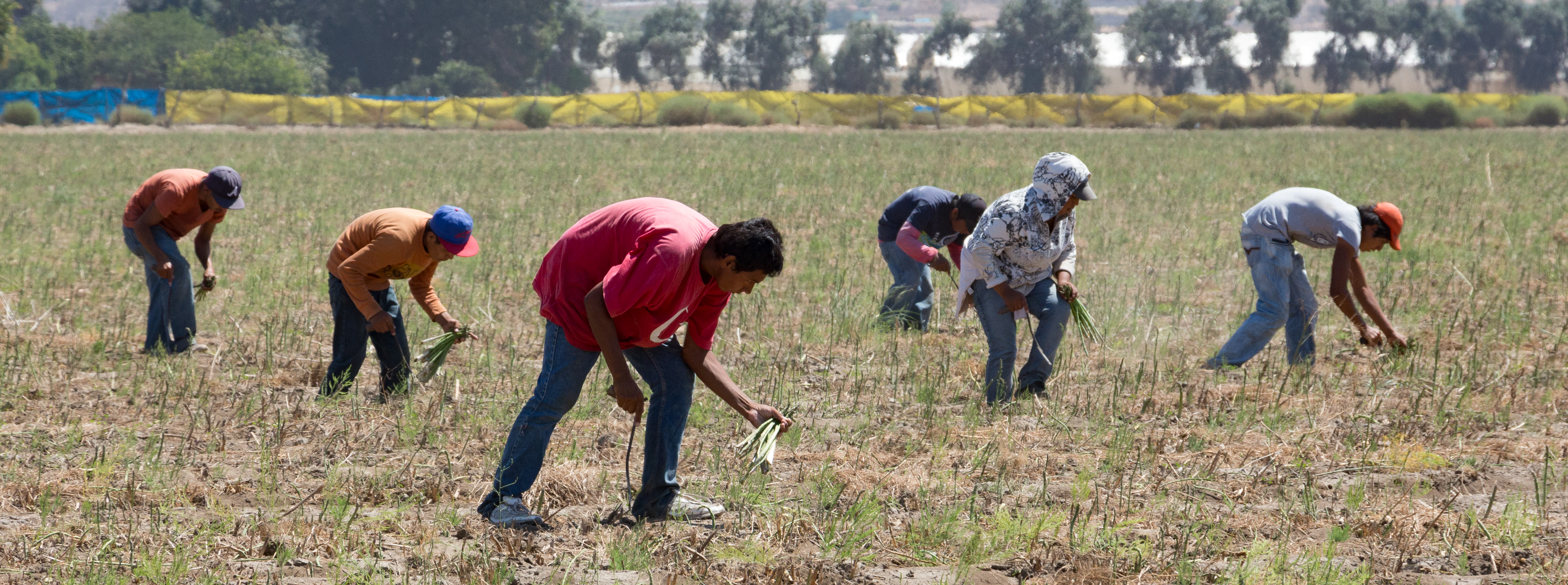
Récolte d'asperges vertes en péninsule de Basse-Californie.

Les rhizomes peuvent atteindre six mètres de longueur en terrain sablonneux. De ces racines jaillissent chaque printemps des rejets charnus appelés turions : recouverts d'écailles serrées, ces pousses peuvent croître de 10 cm/jour. S'ils ne sont pas coupés, les turions donnent des tiges ramifiées de deux mètres de hauteur et qui portent des cladodes. Une aspergeraie peut produire dès la deuxième ou troisième année, et durant une dizaine d'années. La production est de soixante à cent kilogrammes l'are (100 m2).
Il est nécessaire de déplacer les parcelles d'une année sur l'autre pour éviter la prolifération de champignons parasites.

### Production mondiale
|             | 2016      | 2016   | 2015      | 2010      | 2005      | 2000      | 1990      | 1990    |
| ----------- | --------- | ------ | --------- | --------- | --------- | --------- | --------- | ------- |
| Chine       | 7 680 000 | 88 %   | 7 546 000 | 6 600 000 | 5 900 000 | 3 900 000 | 1 452 000 | 72 %    |
| Pérou       | 378 000   | 4,34 % | 369 000   | 335 000   | 206 000   | 168 000   | 58 000    | 2,88 %  |
| Mexique     | 217 000   | 2,49 % | 198 000   | 89 000    | 60 000    | 50 000    | 43 000    | 2,15 %  |
| Allemagne   | 120 000   | 1,38 % | 114 000   | 92 000    | 83 000    | 51 000    | 22 000    | 1,09 %  |
| Espagne     | 60 000    | 0,69 % | 60 000    | 50 000    | 48 000    | 61 000    | 105 000   | 5,19 %  |
| Italie      | 44 000    | 0,50 % | 44 000    | 44 000    | 43 000    | 30 000    | 28 000    | 1, 41 % |
| États-Unis  | 32 000    | 0,37 % | 29 000    | 36 000    | 70 000    | 103 000   | 111 000   | 5,51 %  |
| Japon       | 29 000    | 0,33 % | 29 000    | 31 000    | 28 000    | 29 000    | 33 000    | 1,64 %  |
| Thaïlande   | 25 000    | 0,29 % | 24 000    | 63 000    | 87 000    | 72 000    | 14 000    | 0,69 %  |
| France      | 21 000    | 0,24 % | 20 000    | 19 000    | 20 000    | 23 000    | 42 000    | 2,08 %  |
| Autres pays | 121 000   | 1,39 % | 120 000   | 127 000   | 161 000   | 152 000   | 105 000   | 5,22 %  |
| Total       | 8 727 000 | 100 %  | 8 552 000 | 7 488 000 | 6 706 000 | 4 641 000 | 2 013 000 | 100 %   |

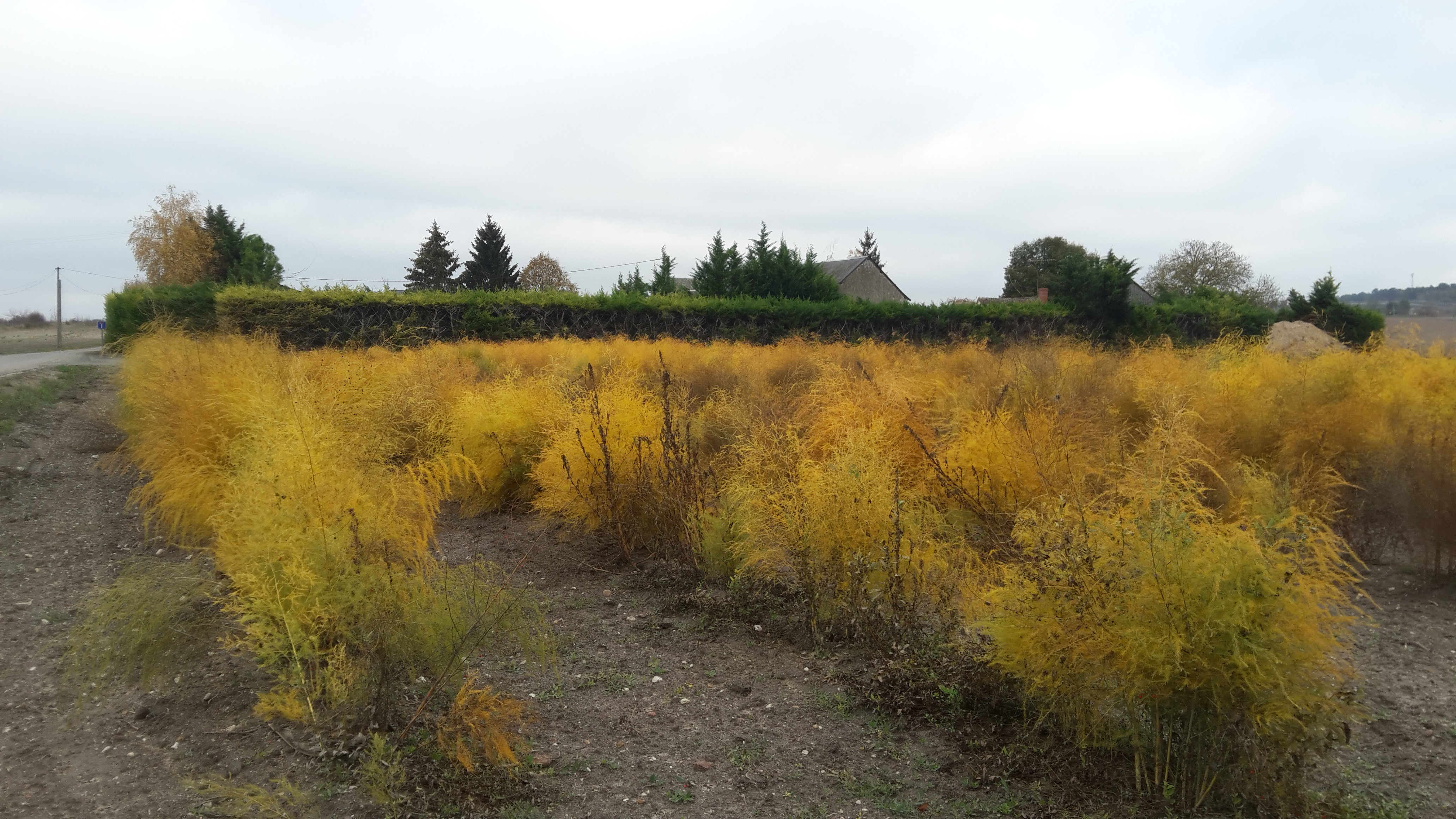
Aspergeraie en automne (Touraine, France).

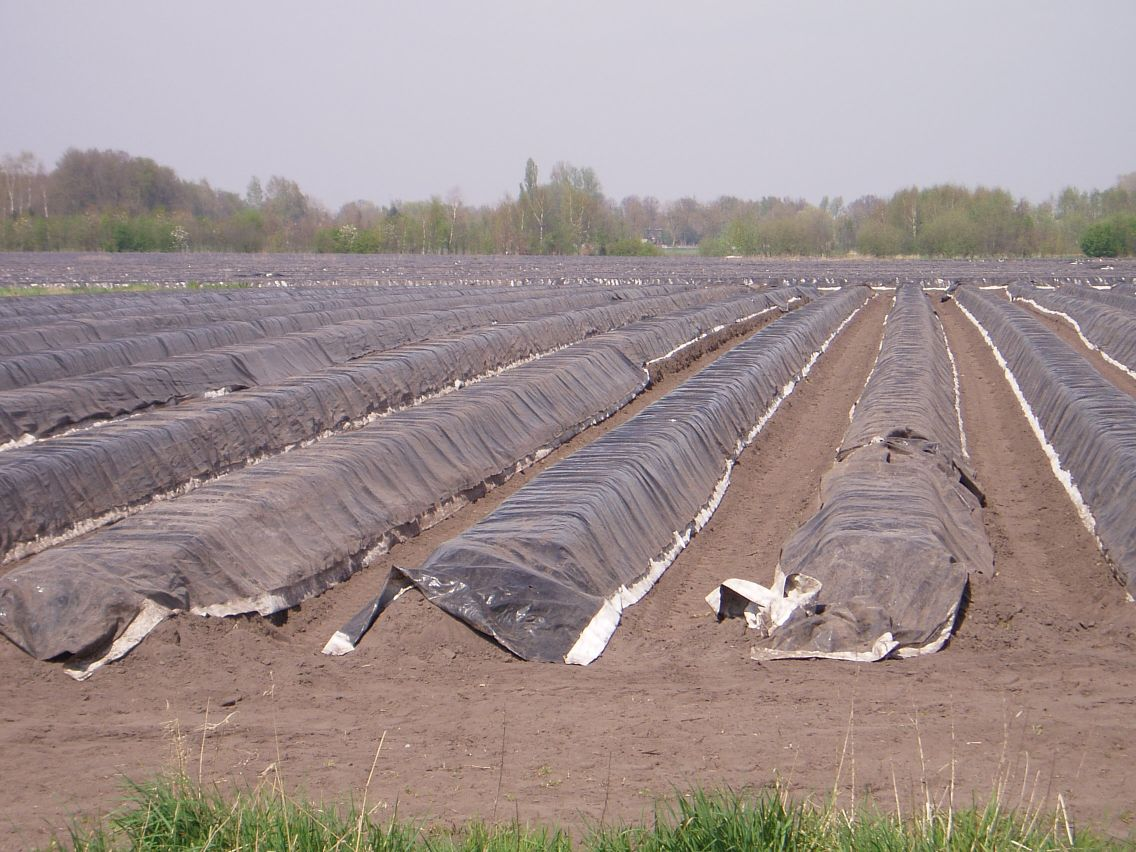
Culture d'asperges aux Pays-Bas (Reusel).

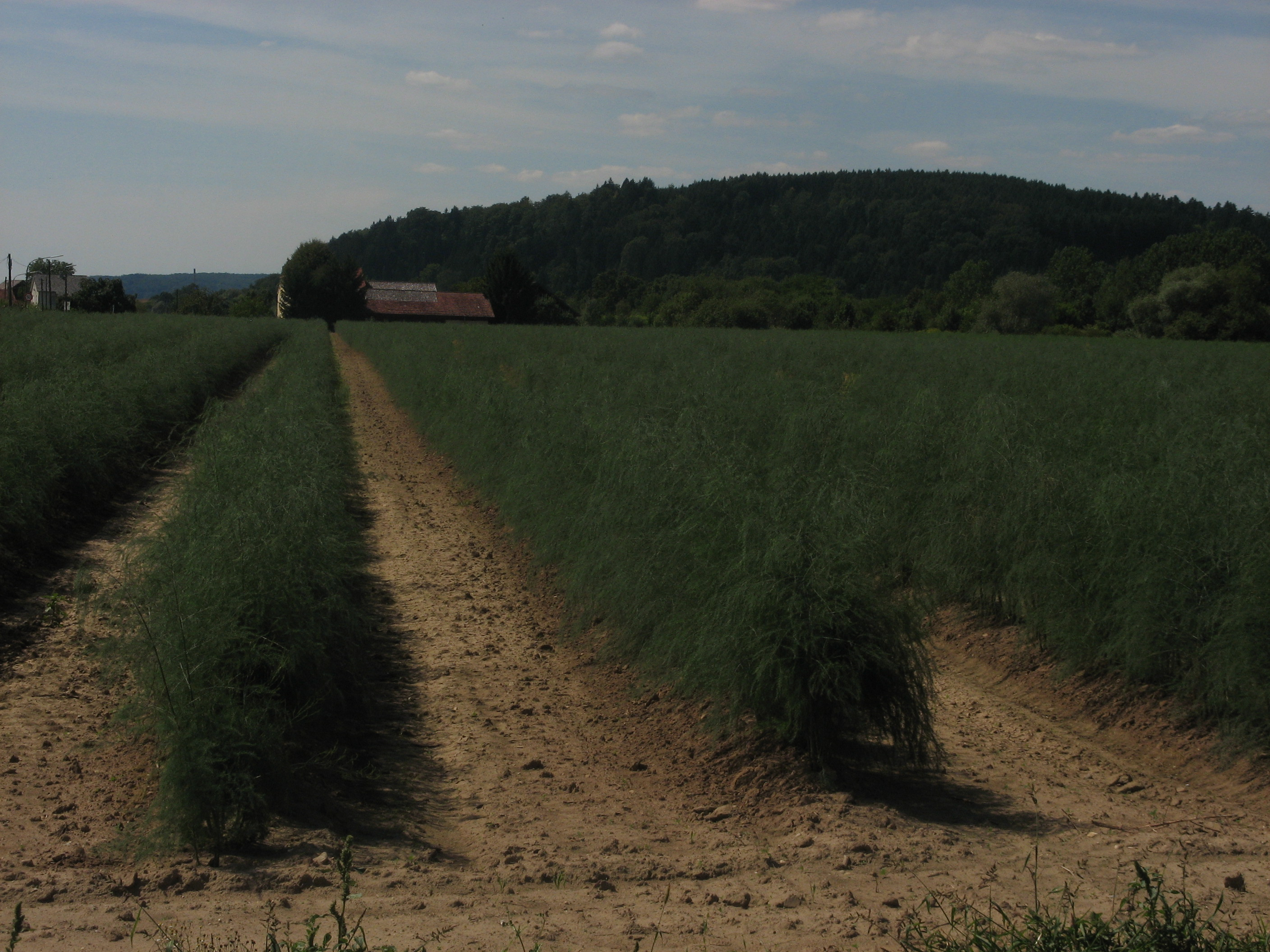
Culture plein champ dans la vallée du Danube.

Le principal pays producteur d'asperges est la Chine, avec près de 90 % de la production mondiale, soit plus de 7 millions de tonnes (voir tableau ci-dessus établi selon les données de la FAO).
L'Europe produit en moyenne, entre 2014 et 2016, 289 000 tonnes d'asperges, le principal producteur étant l'Allemagne suivie de l'Espagne et de l'Italie.
La France, qui produisait 58,4 kt d'asperges en 1988, n'en produisit plus que 23,1 kt en 2001. Ceci est dû, en partie, à ce que la région de production principale, le Languedoc-Roussillon, qui représentait 40 % de la production du pays, avait été frappée par une très importante épidémie de fusariose. La moyenne enregistrée entre 2015 et 2017 est de 19 747 tonnes. Les mêmes motifs ont eu les mêmes effets sur la production espagnole. En 2018, en France, les principales régions productrices sont le Val de Loire, le Sud-Ouest, le Sud-Est et l'Alsace. Les deux productions les plus connues sont l'asperge dite d’Argenteuil, cultivée en Île-de-France, et l’asperge des sables des Landes, indication géographique protégée depuis 2005. L'asperge du Blayais, depuis 2015, l'asperge blanche de Navarre (Espagne), l'asperge blanche de Cimadolmo (Italie), l'asperge verte de Huétor Tájar (Espagne) et l’asperge verte d’Altedo (Italie) bénéficient également d’une IGP.
Sur tout le pourtour du bassin méditerranéen, on cueille et commercialise les petites asperges sauvages (asparagus acutifolius) très goûteuses. On en trouve facilement, par exemple, sur les marchés algériens où ce sont souvent les seules proposées.
Au début des années 1990, les États-Unis ont subventionné la production d'asperges au Pérou dans le cadre de la lutte contre le narco-trafic, afin d'encourager des cultures de substitution à la coca. La production péruvienne s'est d'abord développée dans la vallée d'Ica. Les caractéristiques climatiques de cette région aride aux températures modérées permettent une production irriguée tout au long de l’année, ce qui a permis au Pérou de s'imposer comme un des principaux producteurs d'asperges au niveau mondial. Dans les années 2010, la production péruvienne est principalement concentrée dans les régions d'Ica et de La Libertad. L'asperge ne faisant pas partie de la gastronomie péruvienne, la production est presque intégralement exportée. L’émergence du Pérou a en particulier mis en grande difficulté les producteurs d'asperges des États-Unis qui ont mal résisté à cette nouvelle concurrence. La production américaine est ainsi passée de 110 000 tonnes à 36 000 tonnes annuelles entre 1990 et 2010. Durant cette même période, la production de l'État de Washington a diminué de 82 %. Les trois usines de transformation d'asperges de cet État ont fermé leurs portes, la dernière étant relocalisée au Pérou. Le boom de l'asperge péruvienne cause d'importants problèmes écologiques en raison de la surexploitation des réserves hydriques nécessaires à l'irrigation des cultures.

## Propriétés médicinales

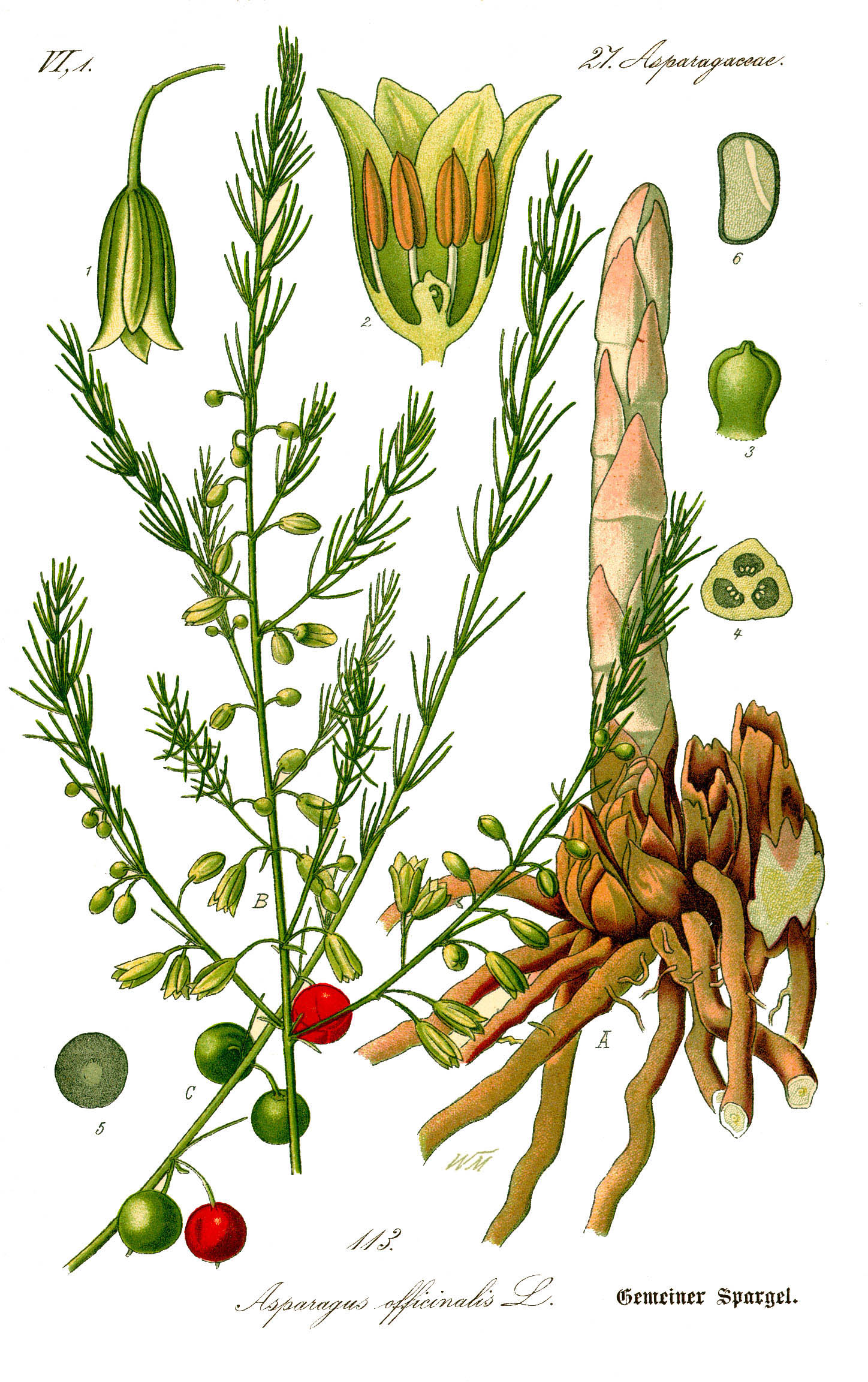
Illustration botanique allemande.

L'asperge est riche en vitamines A, B9 et PP, phosphore et manganèse.
Elle contient aussi de l'asparagine et de l'acide asparagusique. Cette substance – ainsi que la S-méthylméthionine – est transformée lors de la digestion en produits soufrés odorants dont le méthanethiol (CH3SH, ou méthyl-mercaptan).
Les asperges dégagent également du sulfure de diméthyle (DMS, (CH3)2S) lors de leur cuisson,,. Le seuil de perception olfactive du DMS est très bas (entre 0,02 et 0,1 ppm selon les individus) et peut devenir désagréable à concentration élevée.
Dans les 15 minutes suivant la consommation d'asperges cuites, l'urine peut être alors dotée d'une odeur très caractéristique,,.
Selon plusieurs études, une partie de la population ne métabolise pas ces deux précurseurs en composés odorants, une autre partie est dépourvue des terminaisons olfactives lui permettant de les déceler. Ceci explique que certaines personnes ne perçoivent pas cette odeur particulière. À noter que la proportion des personnes ayant une métabolisation en composés soufrés odorants peut être très variable d'une population à l'autre. Alors que deux publications donnent une proportion comprise entre 40 et 45 % pour la population britannique, une autre donne 100 % (sur 103 personnes) en France,.
Elle est diurétique, légèrement laxative et galactagogue.[réf. nécessaire]
Ce sont les racines qui étaient un peu utilisées en herboristerie. Les turions contiennent un grand nombre de vitamines (A et C), d'acides aminés et d'oligo-éléments.
Pline l'Ancien les conseillait comme aphrodisiaque.

## Ravageurs et phytopathologie
Les maladies principales de l'asperge sont la fusariose, le rhizoctone violet, la rouille, la brûlure des aiguilles et la maladie des grains pourpres.
L'asperge est la cible de quelques ravageurs comme la mouche de l'asperge, le criocère de l'asperge, la mouche grise des semis et le puceron de l'asperge (brachycorynella asparagi). Cet aptère de 1,2 à 1,7 mm de couleur vert bleu grisâtre très répandu aux États-Unis est découvert en France en 1989 dans le Languedoc. Par ses piqûres, il provoque des déformations de la plante. La synthèse des sucres bloquée entraine l'année suivante un nanisme. En outre un champignon fusarium moniliforme (fusariose) peut entrainer en mode opportuniste le dépérissement des plantes affaiblies par le puceron. L'arrachement devient dès lors inévitable.
Le cossus de l'asperge (encore appelé cossus-touret ou chenille à fourreau de l'asperge, Parahypopta caestrum) est une espèce de lépidoptères de la famille des Cossidae dont la larve se nourrit sur diverses espèces du genre Asparagus.

## Représentation dans l'art et la culture

### Arts graphiques

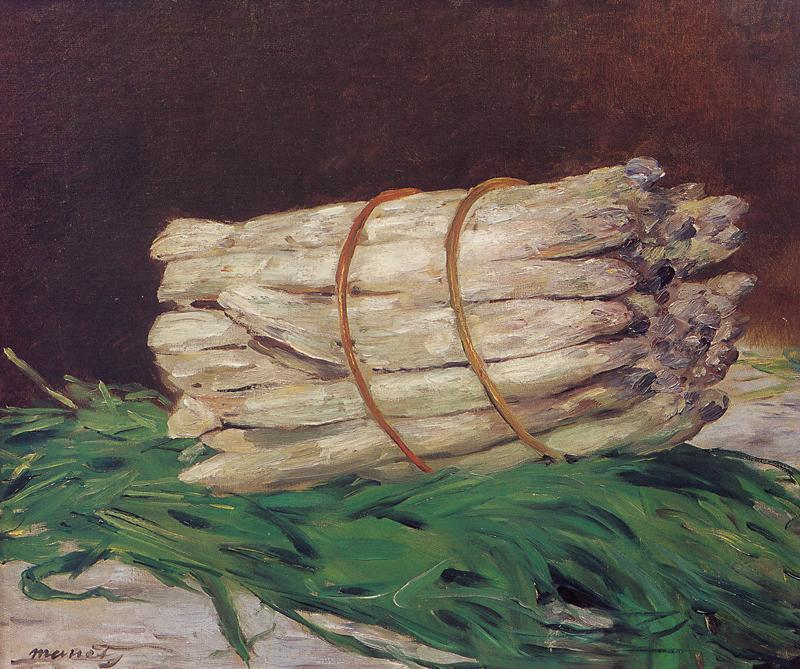
Une botte d'asperges d'Édouard Manet, 1880.

Les représentations picturales les plus célèbres sont celles d'Édouard Manet, Une botte d'asperges et L'Asperge, peintes toutes deux en 1880. Le premier tableau, Botte d'asperges, est vendu à Charles Ephrussi, le célèbre critique et collectionneur d'art russe vivant à Paris, au prix de 800 francs. L'acheteur est si content du tableau qu'il le lui règle 1 000 francs. En retour, Manet réalise alors pour lui un second tableau, représentant cette fois une seule asperge : L'Asperge.

### Chansons
De nombreuses chansons populaires ont célébré l'asperge et sa suggestive forme phallique. L'une des plus célèbres est L'Hymne à l'asperge, paroles de Paul Clérouc et musique de Fernand Heintz, créée en 1931 par Stello, chansonnier au Lapin Agile dans la première moitié du XXe siècle. On en citera le refrain bien connu :
Asperge, asperge divine,

Pour nous, tu n’as que des appas :

Si les roses ont des épines,

Asperge, tu n’en as pas !

### Littérature
Dans Du côté de chez Swann l'asperge est souvent évoquée par Marcel Proust. On peut notamment y lire cette description :
— Marcel Proust, Du côté de chez Swann

### Histoire
Dans le calendrier républicain français, le 3e jour du mois de germinal, est officiellement dénommé jour de l'Asperge.

## Réemplois linguistiques
Depuis le XIXe siècle au moins, le mot asperge a désigné dans la langue familière ou argotique une personne mince et de grande taille (métaphore d'après la forme). Cet usage a été noté en 1845, mais il est nécessairement antérieur. On relève également la variante asperge montée en graine.
Dans son usage argotique, le mot asperge désigne plus spécialement le pénis (autre métaphore d'après la forme), en particulier dans la locution aller aux asperges, « se livrer à la prostitution », attestée chez Auguste Le Breton dès 1960, mais elle aussi certainement antérieure,. Cet emploi à double sens du mot se retrouve par exemple dans le titre d'un roman de Frédéric Dard, Laissez pousser les asperges, paru en 1993.